# Lektionar 7
Lektionar 7 (nach der Nummerierung von Gregory-Aland als sigla ℓ 7 bezeichnet) ist ein griechisches Manuskript des Neuen Testaments auf Pergamentblättern. Es ist durch sein Kolophon auf das Jahr 1204 datiert.

## Beschreibung
Der Kodex enthält Lektionen der Evangelien (Evangelistarium) zusammen mit einigen Lakunen. Es ist in griechischer Minuskelhandschrift auf 316 Pergamentblättern (30,9 × 23,2 cm) beschrieben. Jede Seite hat 2 Spalten mit je 23 Zeilen.
Das Manuskript wurde von Priester Geord Rhodiu (aus Rhodos?) geschrieben.
Ursprünglich gehörte das Manuskript Colbert, wie auch die Lektionare ℓ 8, ℓ 9, ℓ 10, ℓ 11 und ℓ 12. Es wurde von Wettstein und Scholz untersucht.
Der Kodex befindet sich in der Bibliothèque nationale de France unter der Signatur Gr. 301 in Paris.